# Estação Ferroviária de Recarei-Sobreira
A estação ferroviária de Recarei-Sobreira ou de Recarei - Sobreira, conhecida originalmente apenas como Recarei, é uma interface da Linha do Douro, que serve as localidades de Recarei e Sobreira, no concelho de Paredes, e Lagares, no concelho de Penafiel, em Portugal.

## Descrição

### Localização e acessos
Situa-se no Lugar da Estação, na localidade de Sobreira. A sua existência (junto com a das interfaces vizinhas de Terronhas, Trancoso, Parada, e Cête) contribui para que as deslocações pendulares intermunicipais no sul do concelho de Paredes superem as intramunicipais.:p.90,102

### Infraestrutura
Em 2023, a estação dispunha de duas vias de circulação, ambas com 409 m de comprimento; as plataformas tinham 227 m de comprimento, e uma altura de 90 cm. O edifício de passageiros situa-se do lado sudoeste da via (lado direito do sentido ascendente, para Barca d’Alva).

### Serviços
Em dados de 2023, esta interface é servida por comboios de passageiros da C.P. de tipo urbano no serviço “Linha do Marco”, com 18 circulações diárias em cada sentido entre Porto-São Bento e Penafiel, e mais 17 entre aquela estação e Marco de Canaveses, bem como uma circulação diária em cada sentido do serviço regional entre Porto-São Bento e Régua.

## História

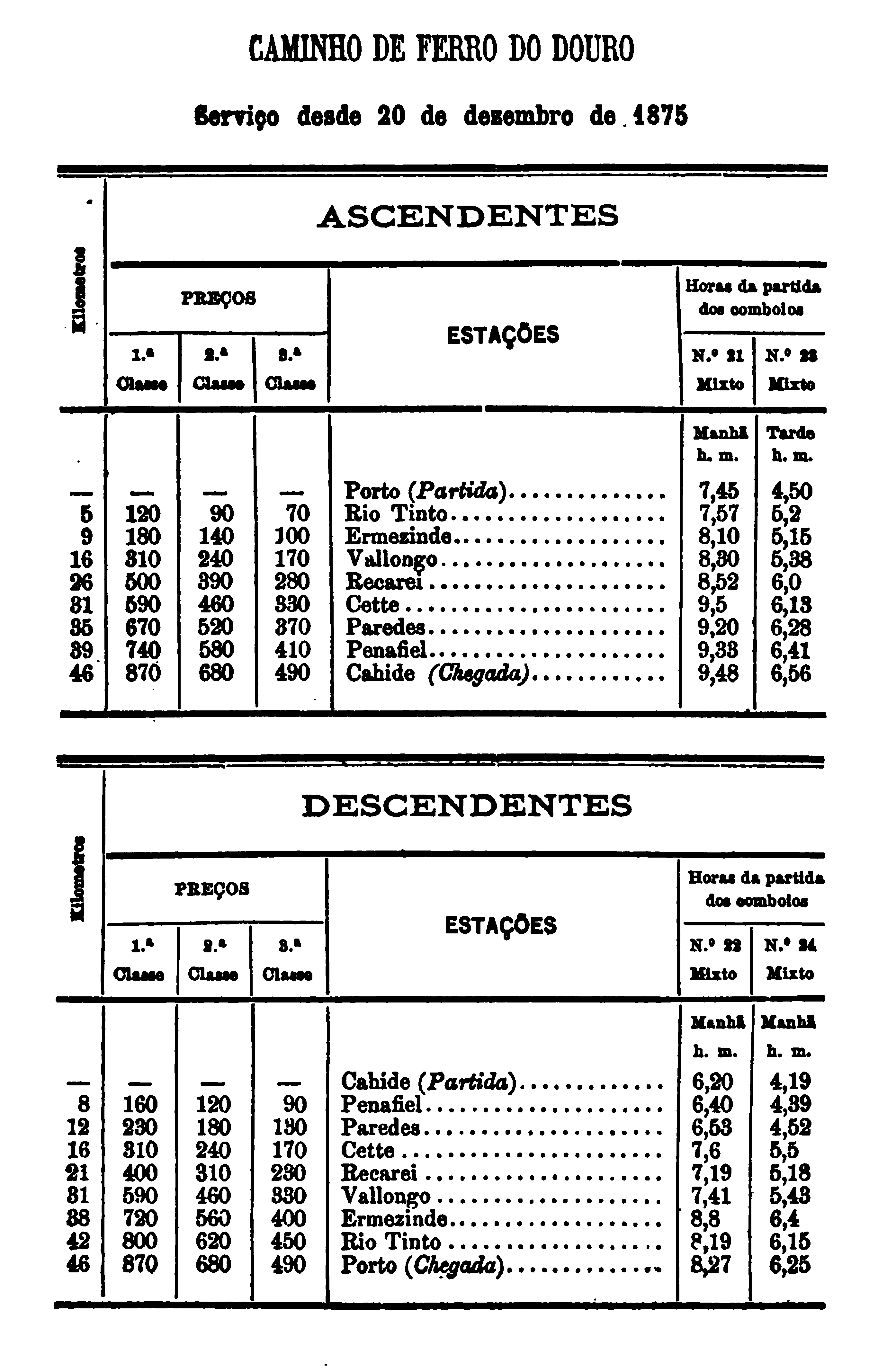
Horário dos comboios de Porto (Campanhã) a Caíde, em 1875, onde esta estação aparece com o nome original: Recarei.

A Estação insere-se no troço entre Ermesinde e Penafiel da Linha do Douro, que entrou ao serviço em 30 de Julho de 1875, fazendo parte do elenco inicial de interfaces deste troço.
Em Janeiro de 1899, foi aberto o inquérito administrativo sobre quais vias férreas deveriam ser construídas no âmbito dos Planos da Rede, tendo uma das linhas de via estreita propostas sido de Recarei a Viseu, circulando pelo vale do Rio Paiva, e passando por São Pedro do Sul, embora nessa altura já se admitisse que seria de difícil construção. Em Junho desse ano, este plano já tinha sido mudado, fazendo prolongar a linha de Viseu até Mangualde. Posteriormente, voltou-se a verificar uma alteração nas linhas programadas, tendo a via férrea a partir de Recarei ficado apenas até  Castro Daire, onde se ligaria à também planeada linha de Lamego a Viseu. Porém, o esquema das linhas a construir foi novamente modificado no Plano da Rede ao Norte do Mondego, decretado em 15 de Fevereiro de 1900, tendo a linha de Recarei a Castro Daire sido substituída por duas novas: a Linha do Vouga, e a Linha Marginal do Douro, de via larga, que deveria continuar a também planeada Linha de São Pedro da Cova, que passaria por Gondomar e Entre-os-Rios, terminando nas estações de Mosteirô ou Estação Ferroviária de Aregos, que se previa que iria servir muito melhor as povoações ribeirinhas do Rio Douro do que a linha a partir de Recarei.
Em 1942, a Companhia dos Caminhos de Ferro Portugueses construiu uma plataforma para passageiros em Recarei, e expandiu a que já existia. Um diploma publicado pela Direcção Geral de Caminhos de Ferro no Diário do Governo n.º 153, de 4 de Julho de 1944, modificou o nome da estação, de "Recarei" para "Recarei-Sobreira".
A estação foi galardoada com uma menção honrosa simples no XIII Concurso das Estações Floridas, em 1954, e na XVI edição do Concurso, entre 1957 e 1958, recebeu uma menção honrosa. No XVII Concurso, em 1959, foi premiada com uma menção honrosa especial.
Os melhoramentos introduzidos no virar do século (décadas de 1990 a 2020), nomeadamente de duplicação e eletrificação da via, têm aumentado localmente a atratividade do meio ferroviário para as deslocações de passageiros.:p.124

Em dados de 2010, a estação dispunha de duas vias de circulação, ambas com 399 m de comprimento; as plataformas tinham 226 m de comprimento, e uma altura de 70 cm — valores mais tarde ampliados para os atuais.